# Archibald H. Gillespie
Archibald H. Gillespie (14 de agosto de 1810–16 de agosto de 1873)  fue un militar estadounidense que tuvo un papel significativo en el proceso de conquista de California por los Estados Unidos.
Gillespie nació en Nueva York el 14 de agosto de 1810 e ingresó al Cuerpo de Marines de los Estados Unidos (Infantería de marina estadounidense) en 1832. Él ejerció el mando de la Guardia Marina a bordo de los buques USS Fairfield, USS Vincennes, USS North Carolina, y USS Brandywine de la Armada de los Estados Unidos.
En 1846 el teniente Gillespie fue enviado por el entonces Presidente de los Estados Unidos James K. Polk a llevar mensajes secretos al cónsul de los Estados Unidos en la en ese entonces provincia mexicana de la Alta California, Thomas O. Larkin; al comandante del Escuadrón del Pacífico de la Armada estadounidense, el comodoro John D. Sloat, y a un oficial del Ejército de los Estados Unidos, John C. Frémont. Los mensajes contenían órdenes para que las fuerzas estadounidenses se apoderaran de California al estallar la guerra entre México y Estados Unidos. Gillespie viajó por tierra a través de México antes de abordar un barco que lo llevó a California donde entregó los mensajes a Larkin y Sloat; luego, al saber que Frémont estaba en camino desde Oregón, pidió prestado un caballo y corrió hacia el norte de California, donde encontró a Frémont cerca de la frontera con Oregón. Luego de cumplir la misión asignada por el presidente de entregar los mensajes, Gillespie permaneció al lado de Frémont y lo ayudó a capitanear la revuelta de los residentes estadounidenses en California que el 14 de junio de 1846 proclamaron la República de California, reivindicando su separación e independencia de México.
Entre tanto la Intervención estadounidense en México ya había estallado y el comodoro Sloat había iniciado la conquista de California; los líderes de la República de California se apresuraron a disolverla formalmente para apoyar la anexión de California por los Estados Unidos y los colonos estadounidenses rebelados contra México se unieron a la tropa comandada por Frémont para formar el Batallón California que debía unirse a la expedición invasora estadounidense. Frémont era el comandante del batallón y Gillespie el segundo al mando. El sucesor de Sloat como comandante del Escuadrón del Pacífico y de la fuerza expedicionaria en California (y además Gobernador Militar de California por mandato del presidente Polk), Robert F. Stockton, aceptó al Batallón California en sus filas y confirmó a Frémont como su comandante y a Gillespie como lugarteniente de Frémont. Gillespie acompañó a Frémont al embarcar en el USS Cyane y estuvo al lado de éste y de Stockton cuando ocuparon las ciudades californianas de San Diego y Los Ángeles. Esta última fue ocupada el 13 de agosto de 1846, y cuando tres semanas después Stockton regresó a su barco (después de enviar a Frémont al norte a reclutar más hombres) dejó a Gillespie encargado del gobierno de la ciudad al mando de una pequeña fuerza de 30 a 40 hombres.
En ese momento la conquista estadounidense de California parecía haber culminado con éxito y casi sin derramamiento de sangre, pero pronto la situación cambió. Los angelinos, que al principio habían acogido bien la ocupación de su ciudad, cambiaron de opinión porque consideraron al gobierno de Gillespie como despótico y arbitrario.
Gillespie ordenó medidas como el toque de queda y registros arbitrarios de viviendas en el marco de la ley marcial que enfurecieron a los habitantes de Los Ángeles. La tensión fue en aumento y finalmente estalló la rebelión el 22 de septiembre de 1846; una docena de californios (californianos de sangre mexicana) fortalecidos en su determinación por el aguardiente intentaron llegar a la Casa de Gobierno de la ciudad pero todo terminó en un tiroteo con la guarnición estadounidense y dos californios resultaron muertos. Los rebeldes capitaneados por el general mexicano José María Flores crecieron en número hasta sumar varios centenares, por lo que Gillespie abandonó la sede de gobierno y con sus hombres fue a atrincherarse en una colina fortificada a la que llamaron Fort Hill; Gillespie envió a un hombre a avisar a Stockton de su desesperada situación para que le enviara refuerzos y mientras tanto se preparó para un combate encarnizado. Pero la posición que había escogido para atrincherarse carecía de agua, así que finalmente negoció con el general Flores y aceptó la oferta de retirarse de la ciudad con garantías por parte de los mexicanos de respeto a su honor e integridad. Así que el 30 de septiembre Gillespie se retiró a la Bahía de San Pedro donde embarcó en un buque de la flota de Stockton; la derrota de Gillespie en lo que se llamó el Sitio de Los Ángeles devolvió a los mexicanos el control de casi todo el sur de California. 
Luego Gillespie marchó a las órdenes del capitán naval William Mervine en un intento por reconquistar Los Ángeles; pero el intento terminó en la Batalla del Rancho Domínguez entre el 7 de octubre y el 9 de octubre de 1846 donde los estadounidenses fueron derrotados por una fuerza mexicana muy inferior en número. Gillespie le echó la culpa a su superior Mervine por actuar como un "loco" y de "forma vergonzosa".
Después Gillespie colaboró en la defensa de la ciudad de San Diego, donde Stockton permanecía prácticamente sitiado por las fuerzas mexicanas; al menos en una ocasión Gillespie rechazó a los atacantes mexicanos que intentaban entrar a la ciudad. Cuando llegó a oídos de Stockton que el general estadounidense Stephen Kearny había llegado a California con una relativamente pequeña fuerza, sin saber nada de la rebelión de los californios, decidió enviar a Gillespie a avisarle de que corría peligro. A Gillespie lo acompañaba una pequeña fuerza de 36 marines y un pequeño obús. Kearny incorporó a Gillespie y sus infantes de marina a su columna.
En el mensaje Stockton alertaba a Kearny de la presencia en el Valle de San Pascual, cerca de la posición donde se encontraba Kearny, de una fuerza de 100 lanceros mexicanos comandados por el general Andrés Pico; Kearny intentó atacarlos por sorpresa pero la fuerza de reconocimiento que envió fue descubierta. Por eso el 6 de diciembre de 1846 Kearny y Gillespie tuvieron que enfrentarse a Pico y sus lanceros con su fuerza combinada de dragones y marines en la Batalla de San Pascual; Kearny sufrió una derrota a manos de los mexicanos y 17 de sus hombres murieron, y 18 más quedaron heridos. 

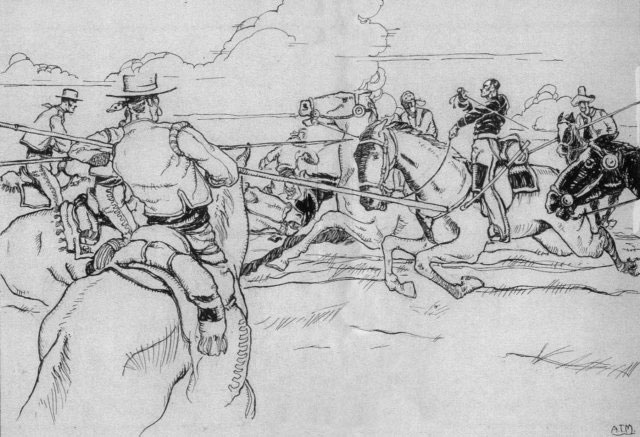
Archibald Gillespie es atacado por los lanceros mexicanos, por delante y por detrás, en la Batalla de San Pascual.

En la batalla Gillespie fue gravemente herido cuando se vio rodeado por seis lanceros a los que hizo frente; él recibió un golpe en la parte posterior del cuello, una lanza le cortó casi hasta los pulmones y otra le atravesó el labio y le rompió un diente, mientras su caballo se veía derribado al suelo. Aun así Gillespie se puso de pie y trató de disparar su pistola sobre los mexicanos que habían tomado un cañón estadounidense e iban por otro; pero en ese momento colapsó debido a la pérdida de sangre y perdió el conocimiento. Luego sería auxiliado por sus hombres. Afortunadamente para él y para Kearny otra fuerza estadounidense enviada por Stockton los auxilió en plena retirada y los escoltó hasta San Diego, donde Gillespie se recuperó de sus heridas.
Posteriormente Gillespie participó en la decisiva Batalla del Río San Gabriel el 8 de enero de 1847; la derrota mexicana en esa batalla decidió casi por completo el destino de California como territorio estadounidense. Luego de otro combate más los mexicanos cesarían su resistencia y firmarían el tratado de rendición de sus fuerzas en California. Ese mismo año de 1847 Gillespie volvió a Washington DC (de donde había partido el año anterior con los mensajes secretos del presidente Polk) y allí continuó su servicio militar; luego fue trasladado a Pensacola, Florida, donde permaneció hasta que el 14 de octubre de 1854 renunció al servicio activo. Por su distinguido servicio en California fue ascendido a capitán y posteriormente a mayor (aunque este último con una condición temporal, una categoría dentro del escalafón militar estadounidense que no le reconoce el sueldo normalmente reservado a su rango a menos que efectivamente desempeñe el empleo en el terreno).
Gillespie murió el 16 de agosto de 1873 en la ciudad de San Francisco, en California.                                
- Datos: Q4786346